# メール・バシン
メール（メイル）・ヴェリコヴィチ・バシン（ロシア語: Меер (Меир) Велькович Басин、1890年 - 1918年9月20日）は、ロシアの革命家であり、26人のバクー・コミッサールの一員である。

## 生涯
1890年にロシア帝国モギリョフ県チェリコフに生まれ、1909年にモギリョフのユダヤ人学校を卒業した。1910年から兵役に就いたが、健康上の理由から半年で除隊し、翌1911年からバクー油田で技師として働き始めた。翌1912年からボリシェヴィキの党員となり、フィリップ・マハラゼやマンメト・マンメジャロフ (az) との知遇を得た。
1914年に石油労働者のストライキを主導して逮捕され、また革命活動による逮捕を繰り返される。1917年5月にはイヴァン・フィオレトフらとともに石油産業労働組合組織の設立者となり、7月にはボリシェヴィキのバクー地区委員会メンバーとなった。9月にはゼネストを主導し、11月からはバクー・ソビエト執行委員会幹部会書記、翌1918年2月には石油労働者連合書記となる。バクー人民経済会議労働局長として、紙幣発行の監督も担当した。4月にバクー・コミューンが発足すると、人民経済会議石油局長に任命され、国有石油企業の保護を担当した。
7月末にコミューンが崩壊すると逮捕され、社会革命党によって他のコミューン成員らとともに9月20日に処刑された。バシンの名はチェリコフとバクーの通りの名として残されていたが、バクーの通りはその後フィズリ通りと改称されている。